# بيف ماجواير
بيف ماجواير (بالإنجليزية: Biff McGuire)‏ هو ممثل أمريكي، ولد في 25 أكتوبر 1926 بنيو هيفن في الولايات المتحدة.

## أعمال

### أفلام
- (1968) علاقة توماس كراون
- (1968) قلب صياد وحيد

## ترشيحات
- جائزة توني لأفضل ممثل في مسرحية [الإنجليزية]‏ (1997)
- جائزة توني لأفضل ممثل في مسرحية [الإنجليزية]‏ (2002)

## وصلات خارجية
- بيف ماجواير على موقع IMDb (الإنجليزية)
- بيف ماجواير على موقع ألو سيني (الفرنسية)
- بيف ماجواير على موقع أول موفي (الإنجليزية)
- بيف ماجواير على موقع قاعدة بيانات برودواي على الإنترنت (الإنجليزية)
- بيف ماجواير على موقع قاعدة بيانات برودواي على الإنترنت (الإنجليزية)
- بيف ماجواير على موقع قاعدة بيانات الأفلام السويدية (السويدية)
- بيف ماجواير على موقع إن إن دي بي (الإنجليزية)
- بيف ماجواير على موقع ديسكوغز (الإنجليزية)
- بيف ماجواير على موقع قاعدة بيانات الفيلم (الإنجليزية)
- بيف ماجواير على موقع كينوبويسك (الروسية)